# Audio Interchange File Format
Het Audio Interchange File Format (AIFF) is een bestandsformaat gebaseerd op het Interchange File Format. Het formaat werd ontwikkeld door computerfabrikant Apple Inc., voornamelijk om te gebruiken in haar eigen producten. De audiogegevens in een standaard AIFF-bestand zijn ongecomprimeerde PCM-gegevens. Er is ook een variant van AIFF die wel compressie ondersteunt. Deze staat bekend als AIFF-C of AIFC, met verscheidene gedefinieerde compressiecodecs.